# Toyota Vanguard
Der Vanguard (japanisch: ヴァンガード) ist ein SUV des japanischen Automobilherstellers Toyota. 
Am 30. August 2007 wurde der Vanguard auf dem Markt offiziell eingeführt und löste damit das Vorgängermodell Kluger V ab. Das australische Schwestermodell trägt den Modellnamen Kluger weiterhin.
Im Vordergrund der Entwicklung des Vanguard stand das Ziel, einen luxuriösen SUV mit Tauglichkeit für jedes Terrain zu schaffen. Ebenso sollte sich das neue Modell seinen beiden Vorgängern als würdiger Erbe in die Kette einreihen können. Mit dieser Zielsetzung entstand der Vanguard. Zum Aufbau verwendete man die Plattform des Toyota Estima Hybrid. Aufgrund der daraus resultierenden Länge wurde der Vanguard dann als Sieben-Sitzer konzipiert. Mit permanentem Allradantrieb, CVT oder wahlweise einem 5-Gang-Automatikgetriebe sollte der Komfort betont und das Fahrzeug dem Kunden ansprechender gemacht werden. 
Weiterhin stand der Vanguard in zwei verschiedenen Größen zur Auswahl, die jeweils mit einem für sich eigens konstruierten Motor ausgerüstet wurden. Die kleine Variante (4570 mm × 1815 mm × 1590 mm) erhielt einen 2AZ-FE-Ottomotor mit einem Hubraum von 2,4 Liter und einer Leistung von 170 PS (4-Zylinder). Die große Variante (4570 mm × 1855 mm × 1695 mm) hingegen wurde mit einem 2GR-FE-Ottomotor mit einem Hubraum von 3,5 Liter und einer Leistung von 280 PS (V6) ausgerüstet. 
Reservereifen gab es beim Vanguard nicht als Standard; diese konnten nur als Option bestellt werden. Ebenso war das Reparatur-Kit nur als Option erhältlich. 
Mit einem geplanten Ziel, 2.500 Einheiten pro Monat zu verkaufen, hatte die Toyota Motor Corporation die Nachfrage unterschätzt. Bereits innerhalb des ersten Monats nach Produktionsbeginn bekam Toyota rund 8.000 Bestellungen für den Vanguard.
Am 19. August 2008 fügte Toyota beim Vanguard eine 2WD-Variante in seinem Programm hinzu. Diese ist allerdings nur in der 2,4-Liter-Version erhältlich. Des Weiteren wurden ABS, ESP und ASR als Standard bei allen Vanguard-Modellen ins Programm mit aufgenommen. Diese waren zuvor nur optional erhältlich. 
Das Modell wurde nur bis 2012 für den Export hergestellt und im November 2013 komplett eingestellt. 